# Святой Ригин
Святой Ригин — святой покровитель острова Скопелос. Его церковный праздничный день, 10 марта (25 февраля) в не високосный год / 9 марта (25 февраля) в високосный год, является выходным на острове. Согласно христианской традиции, он был епископом, замученным до смерти в 362 году.
Часть его останков хранится в местной церкви, но большинство реликвий находятся в храме Архангела Михаила в Никосии, Кипр.
На Скопелосе есть монастырь носящий имя Ригина.

## Биография
Родился в Левадии, в Беотии в конце III или начале IV века, в семье благочестивых и добродетельных родителей, которые помогли получить ему как светское, так и духовное образование.
Следил за работой I Вселенского Собора, в котором принимал участие его дядя епископ Ларисский Ахиллий.
После смерти императора Константина Великого в империи воцарились его сыновья — в Константинополе — арианин Константий, а в Риме — православный Констант, что сохраняло напряженность между сторонниками и противниками I Вселенского Собора. Будучи поборником православия, по указанию Ахиллия прибыл на остров Скопел с целью духовного укрепления тамошних жителей, которые упросили его стать их епископом.
Обеспокоенные возможностью раскола в церкви, Константий и Констант дали согласие созвать в 343 году Поместный Собор в Сардике (ныне София), в котором принимал участие и святитель Ригин, выступавший с осуждением арианской ереси.
После Собора вернулся на Скопел, но вскоре новый император Юлиан Отступник воздвиг гонения на христиан, желая восстановить поклонение языческим богам. По приказу императора на Скопел прибыл эпарх Эллады и Спорад, который немедленно вызвал к себе святителя и потребовал принести жертву идолам. Святой отверг предложение правителя, проявив доблесть и благочестие.

## Казнь
25 февраля 362 года его в последний раз привели к эпарху, на требования которого отречься от Христа святой ответил молчанием. Тогда святого привели на стадион — место публичных казней — где подвергли пыткам и ужасным мучениям, затем привели в место под названием «Старый мост», где палач отрубил ему голову.
Ночью христиане забрали тело святого и похоронили в роще на холме там, где впоследствии была устроена его гробница.
В дальнейшем мощи святого были перенесены на Кипр. Только в XIX веке скопельским верующим удалось обрести некоторые их частицы, которые вернул на остров капитан Хаджи Константин. Сначал они хранились в храме Иоанна Предтечи, а затем были перенесены в собороный храм Рождества Христова близ порта.

## Память
В месте, где скопелиты в свое время похоронили тело святого, был выстроен монастырь во имя святителя. На начало XXI века тысячи христиан с близлежащих островов ежегодно съезжались туда поклониться святому 25 февраля. Современный храм был построен в 1960-х годах. Во дворе монастыря находится саркофаг святого Ригина. В северном углу монастыря расположены кельи и фонтан.